# Argyroeides ceres
Argyroeides ceres là một loài bướm đêm thuộc phân họ Arctiinae, họ Erebidae.